# Myles Sanko

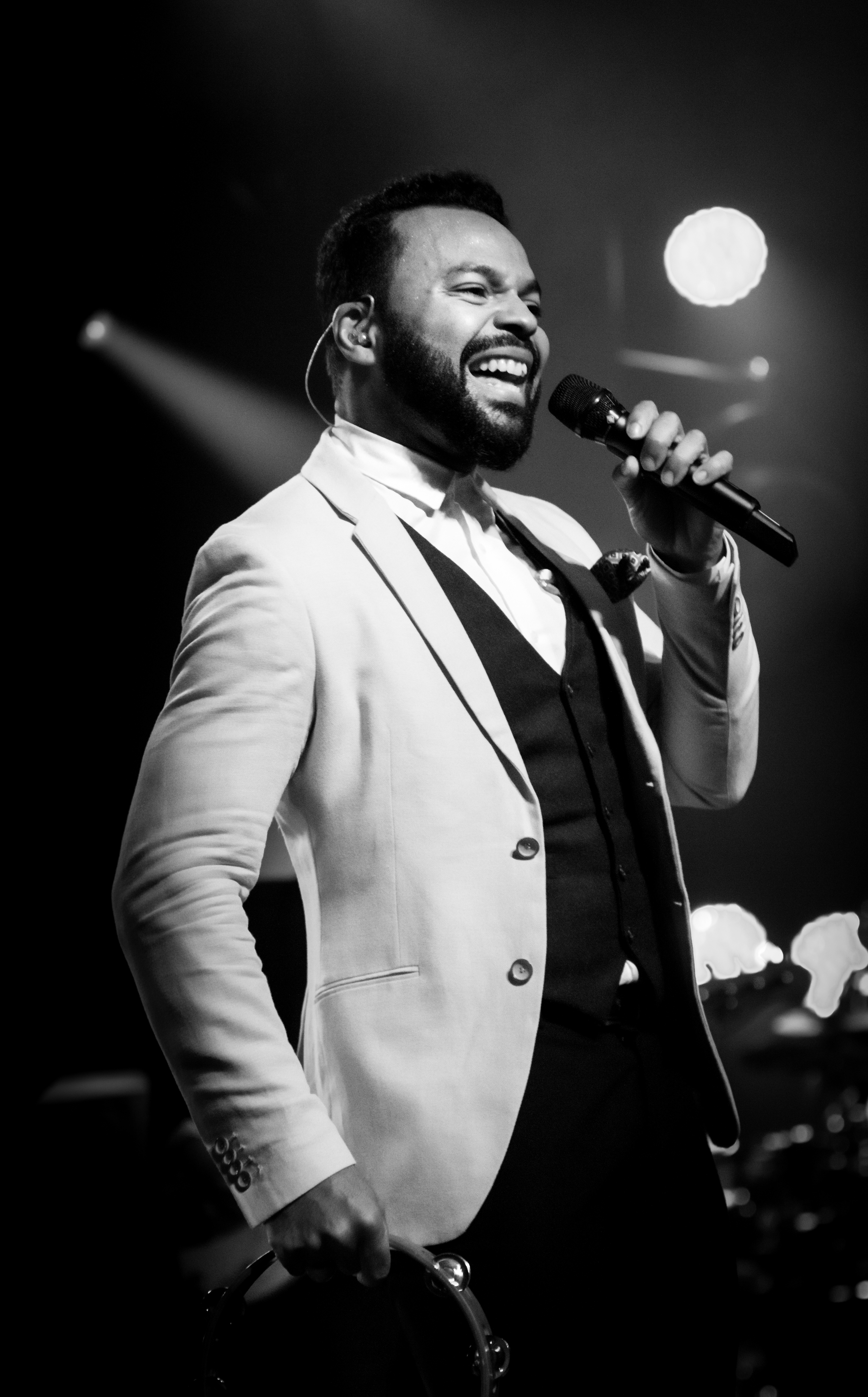
Myles Sanko tijdens de Leverkusener Jazztage van 2016

Myles Sanko (Accra, 8 mei 1980) is een Franco-Britse soul- en jazzzanger en songwriter van Ghanese herkomst.

## Biografie
Sanko, die opgroeide in een kleine stad aan de kust van Ghana, emigreerde later met zijn familie naar Groot-Brittannië. Hij zong en rapte als jongere in Cambridge. Later speelde hij met de groep Bijoumiyo en begeleidde hij Speedometer. Met zijn in 2013 in eigen beheer uitgebrachte ep Born in Black & White werd Sanko in Europa meer bekend. In 2014 volgde het album Forever Dreaming en in 2016 Just Being Me. Een deel van de songs schreef hij met Thierry Los. Hij trad onder meer op tijdens het North Sea Jazz Festival, Elbjazz, Rheingau Musik Festival en Jazz & Joy Festival.